# Maschinenkontrollraum
Der Maschinenkontrollraum (MKR) dient auf Schiffen als maschinentechnische Zentrale, in der zur Überwachung und Steuerung alle relevanten technischen Informationen zusammenlaufen.

## Geschichte
Der Vorgänger des MKR von maschinengetriebenen Schiffen war der Fahrstand, von dem aus der Antriebsmotor oder die Antriebsturbine gefahren wurde. Die Signale des Fahrtzustandes (Stopp, Achtung, Vorwärts kleine Fahrt, halbe Fahrt, volle Fahrt bzw. Rückwärts) wurden von der Brücke mit dem Brückentelegrafen übermittelt und am Fahrstand mit dem Maschinentelegrafen bestätigt. Am Fahrstand waren auch die wichtigsten Anzeigen (Drücke und Temperaturen) der Hauptantriebsanlage sichtbar. In der Nähe befanden sich weitere wichtige Anzeigen und Alarminformationen des technischen Schiffsbetriebes. Ein Pult zur Dokumentation der Manöver (Manövertagebuch) und der wichtigsten maschinentechnischen Daten (Maschinentagebuch) befand sich in nächster Reichweite, ebenso wie das Telefon in einer schalldichten Box. Von diesem Fahrstand wurde der Maschinenbetrieb von den Schiffsingenieuren (jeweiligen Wachingenieuren) und seinen Schiffsingenieur-Assistenten (Assi) im Vierstundenrhythmus bedient und überwacht. Im Revierbetrieb mit Maschinenmanövern wurde der Maschinentelegraf von einem weiteren Assi bedient, der auch die Manöver mit Zeitangabe dokumentierte.

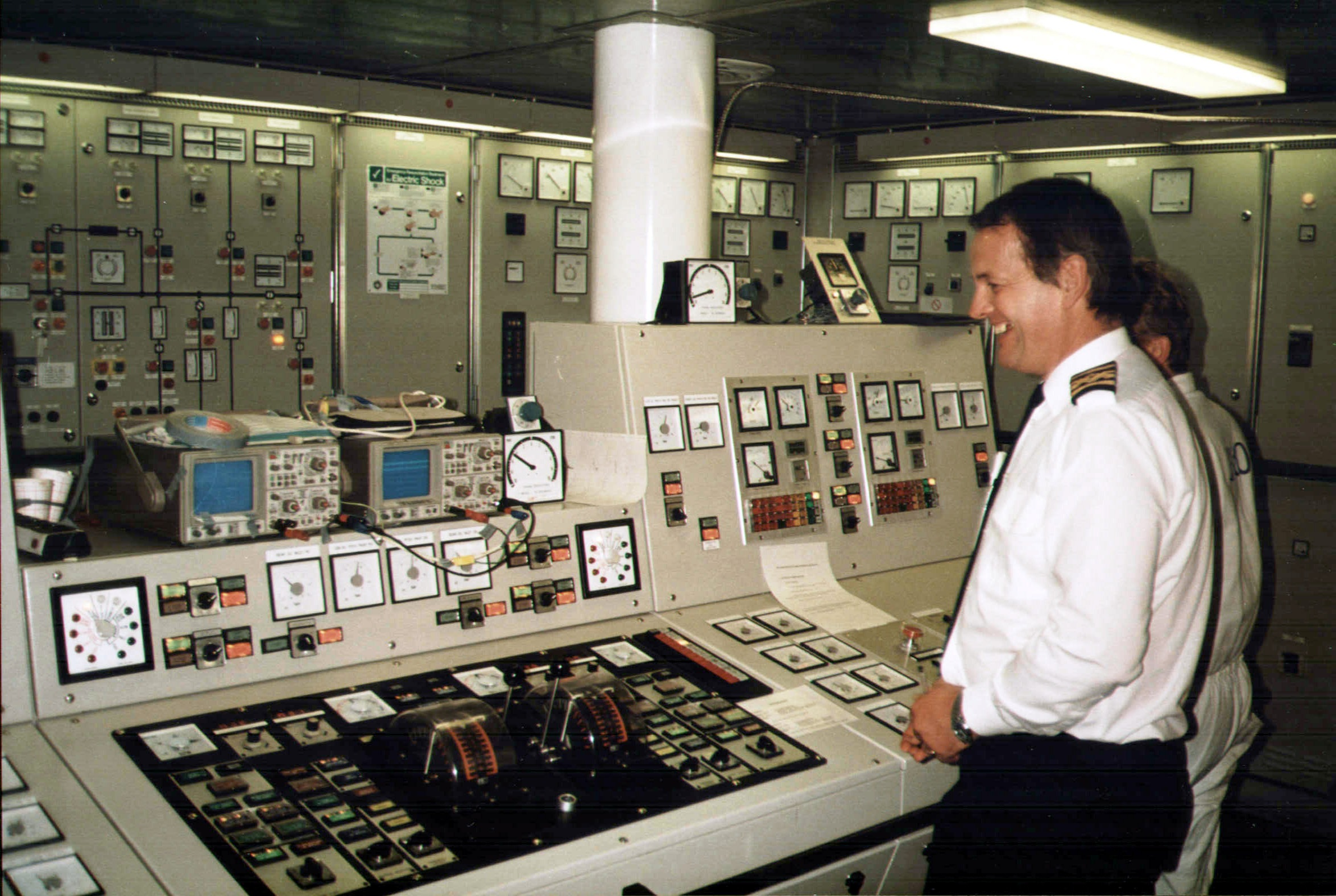
Maschinenkontrollraum eines großen Fährschiffes

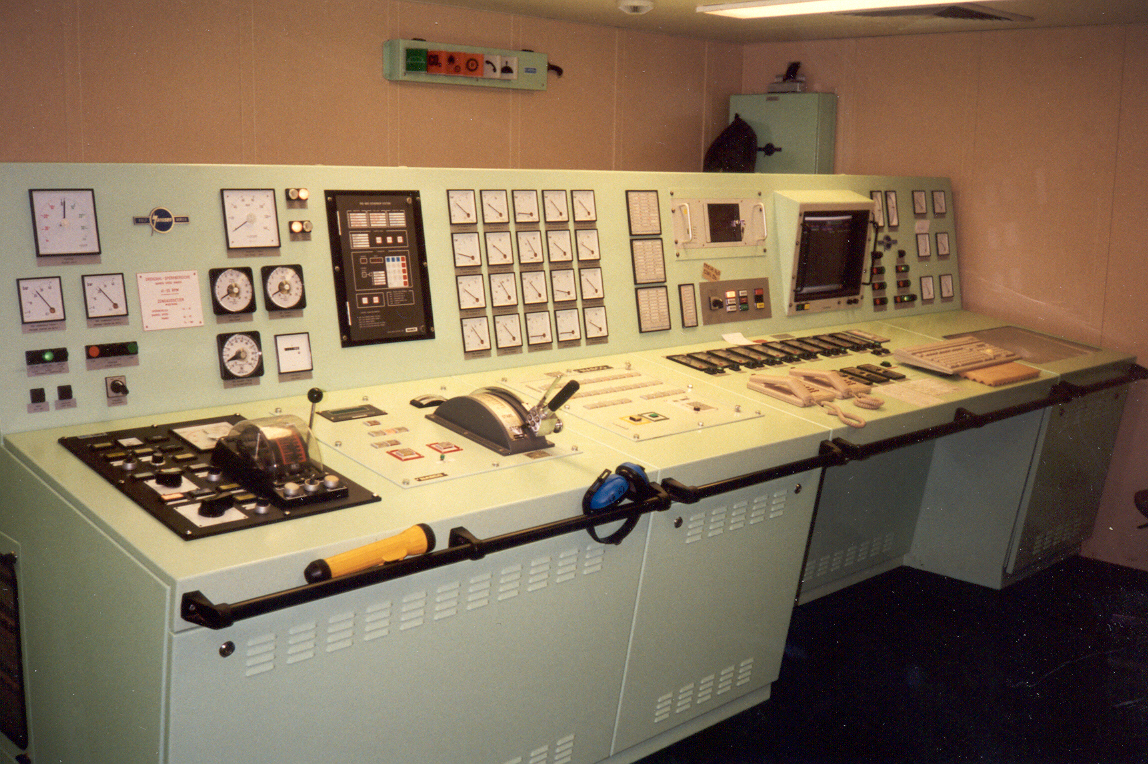
Fahrpult im Maschinenkontrollraum eines Containerschiffes

## Mit der Automation kam der MKR
Mit fortschreitender Automation verlagerte sich der Fahrstand in einem geschlossenen schallgeschützten und klimatisierten Raum, der als Maschinenkontrollraum, abgekürzt MKR bezeichnet wird. Außerdem wurde auch die Schalttafel der E-Anlage integriert. So beinhaltet der MKR neben der E-Schalttafel mit den Bedienelementen und Anzeigeinstrumenten der Generatoraggregate und der großen E-Verbraucher ein langes Maschinenpult. In diesem befinden sich die Anzeigen und Alarminformationen des technischen Schiffsbetriebes umfassend die Hauptantriebsanlage, die Hilfsmaschinen und Dampfkessel (Abgaskessel und Hilfskessel). Die Dokumentation der Störungen, Alarme und der Manöver erfolgt automatisch (Manöver-, Störwert- und Manöverdrucker) ebenso wie die Dokumentation der wichtigsten maschinentechnischen Daten. Auch die Telefone befinden sich im Maschinenpult. Außerdem ist der MKR mit Kühlschrank, Kaffeemaschine, Tisch und Stühlen ausgestattet. In Regalen befinden sich Bücher zur Bedienung und Reparatur der Maschinen, Pläne der maschinentechnischen Systeme und elektrische Schaltpläne.
Da die meisten modernen Schiffe heute im Maschinenbereich vollautomatisch gefahren werden, ist der Maschinenraum und der MKR nachts nicht besetzt. Man spricht vom „wachfreien Betrieb“ und die erforderlichen Wartungs- und Überholungsarbeiten werden tagsüber im sogenannten „Tagesdienst“ ausgeführt. Eine Ausnahme bildet der Revierbetrieb beim Anlaufen von Häfen oder Durchfahren von Kanälen oder Flüssen. Dann wird der MKR vom Maschinenpersonal besetzt, um schnell auf Störungen reagieren zu können oder auch Umschaltvorgänge bei Bedarf von Hand durchführen zu können.